# وكر الأشرار (فلم)
وكر الأشرار هو فيلم مصري عرض عام 1972، بطولة فريد شوقي ورشدي أباظة وهند رستم، ومن إخراج حسن الصيفي.

## قصة الفيلم
تفلح إحدى العصابات التي تقوم بتهريب النقود إلى الخارج دائمًا في الإفلات من قبضة الشرطة، حيث أساليب الهرب والتخفي عالية المستوى فيها، تقرر الشرطة دفع أحد العناصر الخاصة بها وهو من الرجال المشهود لهم إلى هذه العصابة كي يعمل معها من داخلها ويستطيع أن يصل إلى العناصر المؤثرة والفعالة بها، وبالتالي كشف زعيمها، يعرف أن العملية تتم داخل سيارة أحد رجال الأعمال المصريين، فيتم تكليف المرشدة فايزة بإتمام باقي المهمة ألا وهي الاختراق من الداخل، تتم مراقبة السيارة وفي اللحظة المناسبة تقوم بعمل تمثيلية، فتلقي بنفسها أمام السيارة التي يمتلكها حسين والتي بها النقود، يقوم حسين بنقل فايزة إلى منزله ومعالجتها ومع الأيام ينمو الحب بينهما، ويتحول ذلك إلى تواجد دائم بينهما، بل أصبح حسين لا يستطيع أن يبعد عنها، لكنها تختفي من المنزل بعد أن تعرف تفاصيل ودقائق العملية المعدة، يبحث عنها حسين طويلاً، ويتمكن رجال البوليس بمساعدة رجل العمليات وفايزة في إطباق الحصار حول العصابة التي تسقط صريعة في قبضة رجال الأمن، بعد أن توصل حسين إلى معرفة أن فايزة من جهاز الشرطة، وأنها مرشدة للبوليس.

## طاقم التمثيل
- فريد شوقي: (العقيد رشدي / أبو المعاطي)
- رشدي أباظة: (حسين جمال الدين)
- هند رستم: (فايزة)
- محمود المليجي: (الإكسلانس - رئيس العصابة)
- توفيق الدقن: (من أفراد العصابة)
- عبد المنعم إبراهيم: (سمير رضا)
- عبد الخالق صالح: (مدير الأمن اللبناني)
- فيفي يوسف: (عمّة حسين)
- بليغ حبشي: (رئيس المباحث)
- سيف الله مختار: (من أفراد العصابة)
- عبد المنعم بسيوني: (ضابط شرطة)
- سلامة إلياس: (ناجي الأشقر)
- سهير زكي: (الراقصة)
- كوثر شفيق: (كوثر - زوجة سمير)
- الطوخي توفيق: (من أفراد العصابة)
- محمد شوقي: (سائق)
- روبير صايغ: (عدنان)

## فريق العمل
- إخراج: حسن الصيفي
- تأليف: حسن الصيفي، صبري عزت
- مدير التصوير: محمود نصر
- مونتاج: فكري رستم
- إنتاج: المؤسسة المصرية العامة للسينما (حسن الصيفي)
- توزيع: المؤسسة المصرية العامة للسينما

## وصلات خارجية
- مقالات تستعمل روابط فنية بلا صلة مع ويكي بيانات